# Vulfpeck
Vulfpeck est un groupe de funk américain fondé en 2011 à Ann Arbor, dans le Michigan. Il est composé de Joe Dart (basse), Cory Wong (guitare), Woody Goss (piano, claviers), Theo Katzman (chant, batterie, guitare), Jack Stratton (guitare, batterie, claviers) qui officie également en tant que manager et producteur du groupe, ainsi que du  chanteur-pianiste-saxophoniste Joey Dosik et des chanteurs Antwaun Stanley et Jacob Jeffries.  

## Origine
Vulfpeck est fondé en 2011 par Joe Dart, Woody Goss, Theo Katzman et Jack Stratton, alors étudiants à l'Université du Michigan. Ce dernier souhaite alors faire de Vulfpeck une version allemande imaginaire des musiciens de studio américains des années 60 comme The Funk Brothers, The Wrecking Crew ou Muscle Shoals. Son idée était alors de retrouver l'esprit de cette période des sections rythmiques live.
Le groupe se fait notamment connaitre à travers sa chaîne Youtube où il multiplie les publications de vidéos de ses enregistrements et à travers ses tournées principalement en Amérique du nord et en Europe où il se constitue une solide base d'admirateurs. Vulfpeck est épaulé sur scène et sur disque par le guitariste Cory Wong, le chanteur Antwaun Stanley et le pianiste-chanteur-saxophoniste Joey Dosik.
Le groupe invite également sur disque et sur scène de nombreux musiciens réputés, parfois même à l'origine de la musique qu'ils composent et interprètent, tels Bernard Purdie, Bootsy Collins, James Gadson, David T. Walker ou encore l'ancien batteur de Prince Michael Bland.  

## Biographie

### Débuts etSleepify(2011 - 2014)
Le premier morceau du groupe, "Beastly", est publié en avril 2011 sur la chaîne Youtube de Vulpeck. Il est suivi de trois EPs publiés sous leur label Vulf Records : Mit Peck (2011), Vollmilch (2012) et My First Car (2013), qui inclut la première collaboration d'Antwaun Stanley avec le groupe pour leur première chanson non instrumentale. 
En mars 2014, ils publient sur la plateforme Spotify l'album Sleepify, ne comportant que des pistes entièrement silencieuses, et demandent à leurs auditeurs de jouer l'album en boucle pendant leur sommeil. Le groupe espère ainsi pouvoir financer une tournée en accès libre en exploitant une faille du système de rémunération. Le groupe reçoit ainsi de la part du site près de 20.000$, et concrétise son projet en septembre 2014 lors du Sleepify Tour, après avoir attiré l'attention des médias dans plusieurs pays,. L'album est retiré de la plateforme quelques mois plus tard, cette dernière affirmant qu'il ne respectait pas ses conditions d'utilisation. 
En août 2014, le groupe publie son quatrième EP Fugue State, dont le titre de la deuxième piste "1612" fait référence au code d'entrée d'un Airbnb loué par Jack Stratton. 

### Premiers albums studio et concert au Madison Square Garden (2015 - 2019)

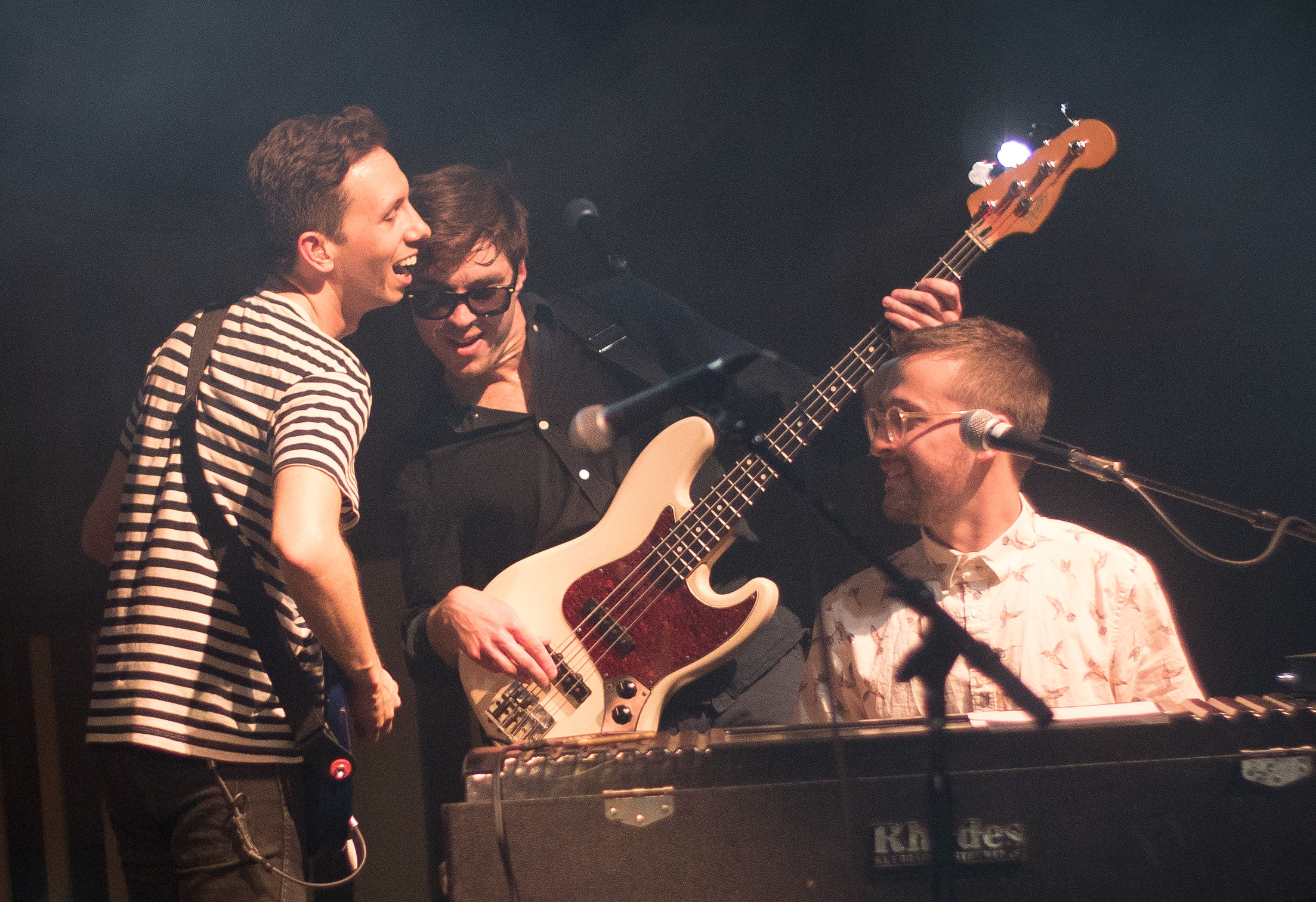
Cory Wong, Joe Dart et Woody Goss sur scène en 2017

Leur premier album, Thrill of the Arts, sort en 2015, avec des contributions de David T. Walker, Charles Jones et Blake Mills. Le groupe se produit par ailleurs dans l'émission américaine The Late Show with Stephen Colbert en Novembre 2015. 
Sont ensuite publiés respectivement The Beautiful Game en 2016 avec des apparitions de Cory Wong et Adam Levy, puis Mr. Finish Line en 2017 avec diverses contributions instrumentales (James Gadson, Bootsy Collins, Michael Bland, David T. Walker) et vocales (Coco O., Antwaun Stanley, Joey Dosik, Christine Hucal, Charles Jones). En parallèle, le groupe se produit régulièrement aux Etats-Unis,.
Le quatrième album de Vulfpeck intitulé Hill Climber est publié le 7 décembre 2018, après la prépublication des titres Lost My Treble Long Ago et Soft Parade notamment en vidéo sur leur chaîne youtube,. Il comprend à nouveau de nombreuses collaborations, avec des "habitués" comme Cory Wong, Antwaun Stanley et Joey Dosik, et des invités comme Mike Viola, Monica Martin, et Louis Cole. Comme toujours, la quasi-totalité des chansons sont visibles jouées live en studio par le groupe et ses invités sur sa chaine.
Le 28 septembre 2019, Vulfpeck donne un concert au Madison Square Garden de New York qui affiche complet avec plus de 14 000 spectateurs, en compagnie de nombreux musiciens invités. Il s'agit d'ailleurs d'un des très rares groupes à remplir la mythique arène new yorkaise sans manager et sans être sous contrat avec un grand label de l'industrie discographique. En décembre, le groupe publie Vulfpeck  live at Madison Square Garden en version audio (sur support vinyle et en streaming sur Spotify et Itunes), et en intégral sur sa chaine Youtube, filmé à même la scène avec un smartphone au bout d'une perche par le guitariste et compositeur Ryan Lerman en se déplaçant au milieu des musiciens,

### Vulf Vaults,The Joy of MusicetSchvitz(2020 - présent)
Les titres du sixième album de Vulfpeck, The Joy of Music, The Job of Real Estate sont publiés progressivement en 2020, notamment à travers la chaine YouTube du groupe. Fin octobre, l'album est au complet et comporte 10 titres dont une reprise de Something des Beatles enregistrée en public avec Bernard Purdie à la batterie, et la très particulière piste 10. Celle-ci est en effet mise en vente sur eBay. Le groupe récolte plus de 70 000 dollars qu'il compte reverser en partie à des œuvres, et la piste est attribuée au groupe new-yorkais Earthquake Lights, qui propose donc son titre Off and Away sur l'album,.
En 2020 et 2021, le groupe met à l'honneur les carrières individuelles de ses membres et partenaires, avec des albums compilants des chansons existantes par Antwaun Stanley (Vulf Vault 001: Antwaun Stanley), Woody Goss (Vulf Vault 002: Inside the Mind of Woody Goss), Theo Katzman (Vulf Vault 003: Theo!) et Joe Dart (Vulf Vault 004: Dart).
En janvier 2022, la série des compilations se poursuit avec deux albums originaux : Vulf Vault 005: Wong's Cafe, produit et publié par Cory Wong sous son propre nom, incluant notamment une contribution du saxophoniste Eddie Barbash, et Vulf Vault 006: Here We Go Jack mettant en scène Vulfmon, alter ego fictif de Jack Stratton. Ce dernier album inclut des contributions de David T. Walker, Monica Martin, Mike Viola et d'autres, et sa sortie est accompagnée par des clips publiés sur la chaîne Youtube de Vulfpeck. 
Fin 2022, Vulfpeck publie à sa manière son sixième album studio Schvitz, c'est-à-dire en mettant en ligne une a une les vidéo d'enregistrement live des morceaux qui vont le constituer. Toutes les vidéos sont enregistrées dans un sauna (Schvitz étant le mot yiddish pour les bains de vapeur). Les musiciens habituels, c'est-à-dire Woody Goss, Jack Stratton, Joe Dart, Theo Katzmann, Cory Wong, Antwaun Stanley et Joey Dosik apparaissent en peignoirs blancs et tous coiffés d'une toque rouge. L'album comprend une reprise de la chanson Serve Somebody de Bob Dylan, ainsi que de nouvelles versions de chansons des catalogues solos d'Antwaun Stanley, Joey Dosik et Theo Katzman.
Dans leur tenue peignoirs blancs et toques rouges et rejoints par quelques amis musiciens, les Vulfpeck donnent une série de huit concerts du 9 au 12 novembre 2023 à Brooklyn, New York, en matinée et en soirée, baptisée The Schvitz Expérience où la liste des morceaux joués change à chaque apparition, ce qui leur permet de balayer l'ensemble de leur répertoire. A l'été 2024, Vulfpeck est enfin de retour en Europe pour plusieurs concerts dans des festivals renommés, dont Jazz à Vienne, le Montreux Jazz Festival ou encore Jazz in Marciac.
Fin septembre 2024, Vulpeck enregistre en direct et en public les morceaux de son nouvel album Clarity of Cal, lors d'une série de concerts donnés au UC Theatre de Berkley et au Hollywood Palladium de Los Angeles.

## Projets annexes
Joe Dart et Cory Wong sont par ailleurs membres du groupe « satellite » The Fearless Flyers, avec le batteur Nate Smith et le guitariste Mark Lettieri, qui joue dans la formation Snarky Puppy,  Ils ont notamment fait la première partie au Madison Square Garden, et publient leurs vidéos sur la chaine Youtube de Vulfpeck. Cette formation publie des albums en 2018 (The Fearless Flyers), 2019 (The Fearless Flyers II), 2020 (Flyers Live at Madison Square Garden) et 2021 (The Fearless Flyers III).
En 2019, Woody Goss publie A Very Vulfy Christmas, une compilation de huit réarrangements de chansons de Vulfpeck, version jazz. 

## Formation
- Joe Dart : composition, guitare basse
- Woody Goss : composition, clavier, vibraphone
- Theo Katzman : composition, chant, batterie, guitare
- Jack Stratton : composition, batterie, guitare, clavier
- Cory Wong (guitare)
- Antwaun Stanley (chant)
- Joey Dosik (piano, claviers, saxophone, guitare, chœurs).
- Jacob Jeffries (chant)

### En tant que The Fearless Flyers
- Nate Smith (batterie)
- Joe Dart (basse)
- Cory Wong (guitare)
- Mark Lettieri (guitare)

### en tant que Wongs Cafe
- Cory Wong — guitare
- Jack Stratton — piano
- Woody Goss — piano
- Theo Katzman — percussions
- Joey Dosik — Fender rhodes
- Joe Dart — basse

## Divers
Vulfpeck utilise une typographie spécifique pour son identité visuelle et dans ses vidéos musicales, la Vulf, dessinée et éditée par la fonderie OhnoType.